# Ármann Björnsson
Ármann Smári Björnsson (ur. 7 stycznia 1981 w Höfn) – islandzki piłkarz, występujący na pozycji środkowego obrońcy lub środkowego napastnika w Akraness.

## Kariera klubowa
Björnsson piłkarską karierę rozpoczął w 1998 roku w małym klubie z rodzinnego miasta, UMF Sindri Höfn. W tym klubie zagrał trzy sezony po czym 2001 roku odszedł do stołecznego klubu Valuru Reykjavík. Grał tam bardzo dobrze co w sezonie 2002 zaowocowało wypożyczeniem do norweskiego SK Brann. Zagrał tam tylko 7 meczów i strzelił 3 gole i po półrocznym wypożyczeniu wrócił do Valuru i zagrał tam jeszcze jeden sezon. Przed sezonem 2004 kupił go Hafnarfjarðar. W tym klubie grał przez trzy sezony, zdobywając dwa tytuły mistrza Islandii. Po tych sukcesach postanowił spróbować swoich sił za granicą kraju, ponownie kupił go norweski SK Brann. W tym klubie spędził cztery lata będąc zazwyczaj tylko rezerwowym. W 2007 roku wygrał z klubem norweską Tippeligaen. Latem 2009 roku kupił go trzecioligowy klub Hartlepool United. Od początku roku 2012 zawodnik islandzkiego klubu Akraness

## Kariera reprezentacyjna
W latach 2001–2003 był członkiem reprezentacji Islandii U-21, zagrał w niej 4 mecze nie strzelając gola. W seniorskiej reprezentacji Islandii zadebiutował 15 sierpnia 2006 roku w zremisowanym 0:0 meczu towarzyskim z reprezentacją Hiszpanii. Jak dotąd zagrał w niej 6 meczów i strzelił jedną bramkę.

## Sukcesy
- Mistrzostwo Islandii: 2004, 2005 z Hafnarfjarðar
- Puchar Islandii: 2004 z Hafnarfjarðar
- Superpuchar Islandii: 2004 z Hafnarfjarðar
- Mistrzostwo Norwegii: 2007 z SK Brann